# Helena Ungler

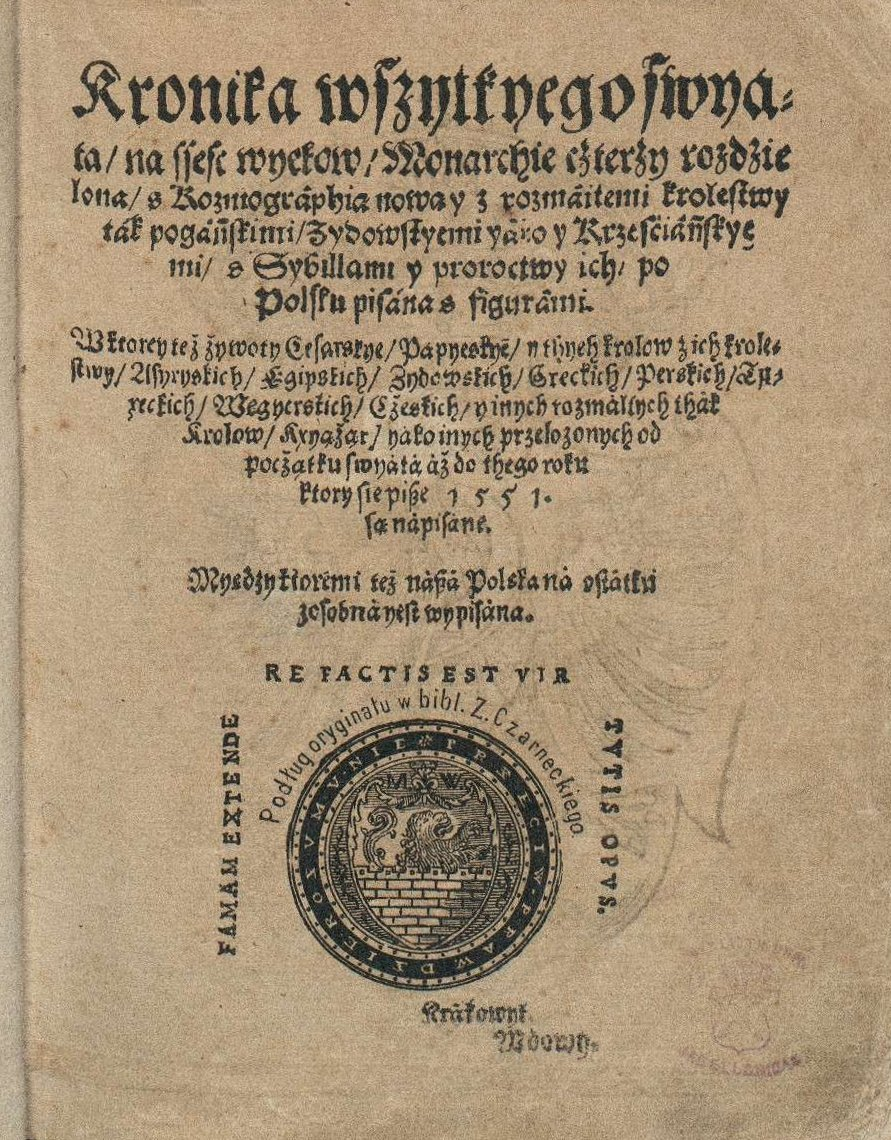
Strona tytułowa Kroniki wszytkiego świata

Helena Ungler (Unglerowa) (zm. 1551 w Krakowie) – właścicielka drukarni w Krakowie, druga żona Floriana Unglera.
Helena Unglerowa być może pochodziła z rodziny szlacheckiej związanej z dworem Tęczyńskich. W latach 1536–1551 (od śmierci męża do swojej śmierci) prowadziła w Krakowie drukarnię odziedziczoną po mężu. Faktycznymi pracami w drukarni kierowali wtedy wykwalifikowani czeladnicy: Stanisław z Zakliczyna (1538–1539), Jan Helicz (1539–1540), Grzegorz z Przeworska (1544–1546) i Maciej (być może Maciej Wirzbięta). Przez dłuższy czas ze względów handlowych druki Unglerowej wychodziły nadal pod nazwiskiem Unglera. Od 1541 sygnowane były adresem wydawniczym „Wdowa Unglerowa”, „Vidua Ungleri” lub „Vidua Floriani”. Po bezpotomnej śmierci Heleny zasób typograficzny przeszedł w drodze sprzedaży do drukarni Szarfenbergów.
W czasie prowadzenia drukarni przez Helenę Unglerową ukazały się tam m.in. książki:
- Powieść rzeczy istej o założeniu klasztora na Łysej Gorze (ok. 1538)[4]
- Żołtarz Dawida proroka (1539)[5]
- Poncjan (1540)[6]
- Ludycje wieśne (1543)[7]
- Turcyki Stanisława Orzechowskiego (1543 i 1544)
- Historia o żywocie Aleksandra Wielkiego (1550)[8]
- Kronika wszytkiego świata Marcina Bielskiego (1551) – ostatni druk oficyny Unglerowej[1]